# Michael Thelvén
Arne Michael Thelvén (* 7. Januar 1961 in Stockholm) ist ein ehemaliger schwedischer Eishockeyspieler, der in seiner aktiven Zeit von 1978 bis 1990 unter anderem für die Boston Bruins in der National Hockey League gespielt hat. 

## Karriere
Michael Thelvén begann seine Karriere als Eishockeyspieler in seiner Heimatstadt bei Djurgårdens IF, für dessen Profimannschaft er von 1978 bis 1985 in der Elitserien, der höchsten schwedischen Spielklasse, aktiv war. In der Saison 1982/83 gewann der Verteidiger mit Djurgården den schwedischen Meistertitel. Er selbst wurde in den Jahren 1984 und 1985 in das schwedische All-Star Team gewählt. Anschließend schloss er sich den Boston Bruins an, die ihn bereits im NHL Entry Draft 1980 in der neunten Runde als insgesamt 186. Spieler ausgewählt hatten. Für die Boston Bruins absolvierte der Rechtsschütze in fünf Jahren insgesamt 241 Spiele in der National Hockey League, wobei er 114 Scorerpunkte, davon 24 Tore, erzielte. Im Anschluss an die Saison 1989/90 beendete er seine Karriere im Alter von 29 Jahren. 

### International
Für Schweden nahm Thelvén im Juniorenbereich an der U18-Junioren-Europameisterschaft 1979 sowie der U20-Junioren-Weltmeisterschaft 1981 teil. Bei der U20-WM 1981 gewann er mit seiner Mannschaft die Goldmedaille.
Im Seniorenbereich stand er im Aufgebot seines Landes bei den Olympischen Winterspielen 1984 in Sarajevo, bei denen er mit seiner Mannschaft die Bronzemedaille gewann, sowie der Weltmeisterschaft 1985. Zudem trat er für Schweden 1984 und 1987 beim Canada Cup an.

## Erfolge und Auszeichnungen
- 1983 Schwedischer Meister mit Djurgårdens IF
- 1984 Schwedisches All-Star Team
- 1985 Schwedisches All-Star Team

### International
- 1981 Goldmedaille bei der U20-Junioren-Weltmeisterschaft
- 1984 Bronzemedaille bei den Olympischen Winterspielen
- 1984 Silbermedaille beim Canada Cup